# Дорошовка (Харьковская область)
Дорошовка (укр. Дорошівка), село, 
Моначиновский сельский совет, 
Купянский район, 
Харьковская область. 29 апреля 2025 года село перешло под контроль ВС РФ.
Код КОАТУУ — 6323783905. Население по переписи 2001 года составляет 30 (15/15 м/ж) человек.

## Географическое положение
Село Дорошовка находится на расстоянии 2 км от села Моначиновка.
На расстоянии 2 км проходит автомобильная дорога Т-2109.
В 3 км находится железнодорожная станция Моначиновка.
В селе небольшой пруд.

## Происхождение названия
На некоторых картах село называют как Дорошевка.

## История
- 1816 — дата основания.